# Стерлінг-Гайтс
Стерлінг-Гайтс (англ. Sterling Heights) — місто (англ. city) в США, в окрузі Маком штату Мічиган. Населення — 134 346 осіб (2020).

## Географія
Стерлінг-Гайтс розташований за координатами 42°34′52″ пн. ш. 83°1′49″ зх. д. / 42.58111° пн. ш. 83.03028° зх. д. (42.581206, -83.030316).  За даними Бюро перепису населення США в 2010 році місто мало площу 95,31 км², з яких 94,55 км² — суходіл та 0,76 км² — водойми.

## Демографія
Згідно з переписом 2010 року, у місті мешкало 129 699 осіб у 49 451 домогосподарстві у складі 34 515 родин. Густота населення становила 1361 особа/км².  Було 52190 помешкань (548/км²).
Расовий склад населення:
| - 85,1 % — білих - 6,7 % — азіатів - 5,2 % — чорних або афроамериканців - 0,2 % — корінних американців |

До двох чи більше рас належало 2,2 %. Частка іспаномовних становила 1,9 % від усіх жителів.
За віковим діапазоном населення розподілялося таким чином: 21,7 % — особи молодші 18 років, 63,1 % — особи у віці 18—64 років, 15,2 % — особи у віці 65 років та старші. Медіана віку мешканця становила 40,4 року. На 100 осіб жіночої статі у місті припадало 94,1 чоловіків;  на 100 жінок у віці від 18 років та старших — 90,8 чоловіків також старших 18 років.
Середній дохід на одне домашнє господарство  становив 72 111 долар США (медіана — 60 089), а середній дохід на одну сім'ю — 82 913 долари (медіана — 70 419). Медіана доходів становила 52 454 долари для чоловіків та 39 457 доларів для жінок. За межею бідності перебувало 12,9 % осіб, у тому числі 20,2 % дітей у віці до 18 років та 8,4 % осіб у віці 65 років та старших.
Цивільне працевлаштоване населення становило 62 744 особи. Основні галузі зайнятості: виробництво — 20,5 %, освіта, охорона здоров'я та соціальна допомога — 20,1 %, роздрібна торгівля — 12,9 %, науковці, спеціалісти, менеджери — 9,9 %.